# La Ville zéro
Pour plus de détails, voir Fiche technique et Distribution.
La Ville zéro (Город Зеро, Gorod Zero) est un film soviétique réalisé par Karen Chakhnazarov, sorti en 1988.
Le film décrit le séjour d'un homme ordinaire dans une ville où le comportement des habitants est étrange et d'où il semble impossible de s'échapper.

## Synopsis
Alexeï Mikhaïlovitch Varakine est envoyé par une entreprise de Moscou pour demander à une usine située en province de changer une pièce dans les climatiseurs qu'elle fabrique. Dès son arrivée, Varakine est confronté à l'étrangeté du comportement des habitants de la ville : la secrétaire du directeur est nue à son bureau, le directeur n'y voit rien d'anormal et semble en fait ne pas connaître sa propre usine, ignorant par exemple que l'ingénieur en chef susceptible de traiter la demande de Varakine est mort depuis huit mois.
Le soir, Varakine part dîner dans un restaurant presque vide. On lui offre en guise de dessert un inquiétant gâteau réalisé à son effigie. Le nouveau venu refuse de manger un gâteau ayant la forme de sa propre tête. Le serveur le prévient qu'en cas de refus, le cuisinier se suicidera. Varakine, excédé, se lève pour partir et le cuisinier se suicide immédiatement d'une balle dans le cœur.
Après un bref passage au commissariat, Varakine n'a qu'un souhait : quitter la ville. À la gare, la guichetière lui affirme toutefois qu'aucun billet ne peut être acheté quelle que soit la destination. Varakine se rabat sur un taxi, mais le chauffeur s'arrête rapidement au milieu d'une route barrée par un panneau de sens interdit. Varakine tente de terminer à pied le chemin jusqu'à la prochaine station de train, mais la route n'aboutit nulle part. Non loin de là se trouve une maison qui se révèle être un musée d'histoire. Le tenancier lui promet qu'une femme dénommée Anna passera prochainement pour l'amener en voiture à la ville la plus proche. Pour passer le temps, le tenancier lui propose une visite : Varakine découvre dans le musée que l'histoire locale a été totalement réinventée, mêlant de nombreux personnages saugrenus et hétéroclites.
Après cette visite, Anna ne vient pas : le tenancier amène Varakine chez l'électricien du village pour dîner et passer la nuit. Juste avant le repas, le fils de l'électricien prédit à Varakine qu'il ne parviendra jamais à ressortir de la ville et sera enterré sur place en 2015. Varakine, très troublé, demande à aller se coucher sans souper, mais Anna arrive alors pour emmener Varakine en voiture bien qu'il soit déjà très tard. La voiture d'Anna est toutefois arrêtée par la police qui demande à Varakine de venir immédiatement au poste. L'enquête sur la mort de Nikolaïev semble avoir révélé que Varakine était le fils du cuisinier. Ce lien de parenté est absurde, mais Varakine est sommé de rester en ville jusqu'à ce que l'affaire soit classée.
Le lendemain matin, Varakine rencontre le procureur de la ville, Smorodinov, pour se plaindre de cette erreur qui l'empêche injustement de rentrer à Moscou. Le procureur rejette sa demande et affirme que le suicide de Nikolaïev pourrait en réalité être un meurtre. Varakine ne peut donc toujours pas quitter la ville. Sur la proposition d'Anna, venue le retrouver à son hôtel, Varakine rencontre le président de l'organisation des écrivains, Tchougounov, qui lui explique que le cuisinier Nikolaïev avait été exclu des jeunesses communistes par Smorodinov en 1957 après avoir dansé sur un morceau de rock'n'roll. Pour autant, Tchougounov est persuadé que Nikolaïev était bien le père de Varakine. Il invite ce dernier à un bal donné le soir-même en l'honneur de Nikolaïev. Au cours de la séance de bal, le procureur Smorodinov interrompt la danse pour tenter de se suicider sur scène, mais son pistolet ne fonctionne pas.
Le soir, alors que Varakine est de retour à son hôtel, une dizaine de personnes le visite sans réel motif. Parmi elles : Smorodinov, Tchougounov, le maire de la ville Stepan Ivanov, trois femmes inconnues apportant de la nourriture et une guitare, ainsi que l'occupant de la chambre voisine qui s'invite après avoir entendu de la musique et des chants. Tchougounov suggère alors que tous sortent pour une promenade nocturne.  Varakine, apathique et résigné, suit.  Ils se rendent en forêt, près d'un chêne au sujet duquel Tchougounov raconte une histoire selon laquelle quiconque en arrache une branche devient dirigeant politique.  Une des femmes du groupe demande alors qu'une branche soit arrachée pour elle, et avec l'accord du maire, Tchougounov tente d'arracher une petite branche mais ce faisant il fait tomber une énorme branche morte.  Tous, hormis Varakine et Smorodinov, se ruent aussitôt sur la branche à terre pour en arracher un morceau chacun.  Profitant de cette distraction, Smorodinov conseille alors à Varakine de s'enfuir en courant : "Courez !" (en russe : Бегите!), lui dit-il. Varakine lui demande où aller mais comme Smorodinov n'en dit pas plus, il part donc en courant à travers la forêt sans suivre de direction particulière.  À l'aube, il atteint un cours d'eau où se trouve une barque. Il y monte et se laisse porter par le courant.
La fuite de Varakin constitue la dernière scène du film, avec en montage alterné certaines des expositions du musée lors de l'extinction des lumières.

## Fiche technique
- Titre original : Город Зеро
- Titre français : La Ville zéro
- Réalisation : Karen Chakhnazarov
- Scénario : Karen Chakhnazarov et Alexandre Borodyanski
- Pays d'origine : Union des républiques socialistes soviétiques
- Format : Couleurs - 35 mm - 1,37:1 - Mono
- Genre : comédie dramatique
- Durée : 103 minutes
- Dates de sortie : 
  -  Espagne : Octobre 1988 (Festival international du film de Valladolid)

## Distribution
- Leonid Filatov : Alexeï Varakine
- Oleg Bassilachvili : l'écrivain Vassili Tchougounov
- Vladimir Menchov : le procureur Nikolaï Smorodinov
- Armen Djigarkhanian : le directeur de l'usine Pavel Palytch
- Evgueni Evstigneïev : le directeur du musée
- Alexeï Jarkov : le détective
- Piotr Chtcherbakov : le maire
- Youri Cherstniov : le serveur
- Yelena Arjanik : la secrétaire